# Kadanuumuu
Kadanuumuu (Marele Om sau Omul cel mare în limba Afar) este numele uzual al fosilei înregistrate cu numele de catalog KSD-VP-1/1, un schelet parțial al unui exemplar al speciei Australopithecus afarensis, în vârstă de 3,58 milioane de ani, descoperit în Regiunea Afar a Etiopiei, în 2005, de o echipă condusă de Yohannes Haile-Selassie, curator al secției de antropologie a Cleveland Museum of Natural History.
Bazat pe analizarea complexă a scheletului fosilei, se crede că specia Australopithecus afarensis era complet terestră și bipedă.

## Descrierea fosilei
La mai mult de 1,55 m înălțime, Kadanuumuu este sensibil mai înalt decât faimoasa fosilă a unui exemplar feminin, Lucy, fosilă a aceeași specii (descoperită în 1974 de Donald Johanson, Maurice Taieb și Yves Coppens), care ar fi avut circa 1,07 - 1,08 metri înălțime, fiind, în același timp, cu aproximativ 400.000 de ani mai veche.
Printre alte caracteristici demne de semnalat, scapula, parte a umărului, fosilei Kadanuumuu, cea mai veche descoperită vreodată a unui hominid, este comparabilă cu cea a oamenilor moderni, sugerând ca specia era mai degrabă terestră și bipedă. Este demn de remarcat că nu toți cercetătorii de specialitate sunt de acord cu această concluzie.

## A se vedea și
- Australopithecus
- Australopithecus afarensis
- Australopithecus bahrelghazali
- Evoluția umană
- Listă de fosile ale evoluției umane
- en  en:Dawn of Humanity
- Zorii omenirii